# Concepción Tutuapa
Concepción Tutuapa ist ein Dorf und ein Municipio im Departamento San Marcos in Guatemala. Der Ort liegt rund 320 km nordwestlich von Guatemala-Stadt und knapp 60 km nördlich der Departamentshauptstadt San Marcos im Hochland der Sierra Madre auf 2910 Metern Höhe. 
Concepción Tutuapa ist von San Marcos aus über eine Landstraße zu erreichen, die östlich des Vulkans Tajumulco über La Grandeza, Serchil und Tejutla in den abgelegenen Norden des Departamentos führt. In dem 176 km² großen Municipio leben rund 60.000 Menschen, davon der weit überwiegende Teil auf dem Land. Subsistenzwirtschaft ist die Regel, das Handwerk spielt eine untergeordnete Rolle. Neben dem Hauptort besteht das Municipio aus den Landgemeinden (Aldeas) Belajuyape, Chipomal, Huispache, Ixcamiche, Nimchim, Saquichinlaj, Sichivila, Sochel, Talhuito, Tictucabe, Tuichuna, Tuimuca, Tuizmo, Tutuapa und Yamoj sowie aus insgesamt über 100 Weilern. Der Hauptort des Municipios war ursprünglich Tutuapa, 1908 wurde er dann an den heutigen, fünf Kilometer entfernten Ort verlegt. Der Großteil der Bevölkerung gehört den Mam-Maya an, was sich auch an den Ortsnamen widerspiegelt. Der Name Concepción Tutuapa besteht wie so oft in Mittelamerika aus einem spanisch-kolonialen Teil mit religiösem Bezug (Concepción bezieht sich auf die Unbefleckte Empfängnis, die jeweils am 8. Dezember gefeiert wird) und aus einem älteren indigenen Teil (Tutuapa bedeutet in etwa „Vogelfluss“ oder „Fluss der Vögel“).
Angrenzende Municipios sind San Miguel Ixtahuacán im Osten, Ixchiguán im Süden, San José Ojetenam im Westen sowie die Municipios Cuilco und San Idelfonso Ixtahuacán im Norden, welche bereits zum benachbarten Departamento Huehuetenango gehören.